# Hypercompsa fenestrina
Hypercompsa fenestrina är en kackerlacksart som beskrevs av Henri Saussure 1864. Hypercompsa fenestrina ingår i släktet Hypercompsa och familjen Polyphagidae. Inga underarter finns listade i Catalogue of Life.